# Rhampsinitus forsteri
Rhampsinitus forsteri is een hooiwagen uit de familie echte hooiwagens (Phalangiidae).